# Gilbertos Samba
Gilbertos Samba é um álbum do músico brasileiro Gilberto Gil, lançado em 2014. O álbum é um tributo a João Gilberto, contendo oito canções associadas a ele e duas canções originais em sua homenagem. Tem participação do guitarrista Pedro Sá. 

## Faixas
| N.º | Título                      | Compositor(es)                   | Duração |  |
| 1.  | "Aos Pés da Cruz"           | Marino Pinto, Zé da Zilda        | 3:15    |  |
| 2.  | "Eu Sambo Mesmo"            | Janet de Almeida                 | 3:30    |  |
| 3.  | "O Pato"                    | Jaime Silva, Neuza Teixeira      | 4:02    |  |
| 4.  | "Tim Tim por Tim Tim"       | Geraldo Jacques, Haroldo Barbosa | 3:12    |  |
| 5.  | "Desde Que o Samba é Samba" | Caetano Veloso                   | 4:16    |  |
| 6.  | "Desafinado"                | Tom Jobim, Newton Mendonça       | 3:46    |  |
| 7.  | "Milagre"                   | Dorival Caymmi                   | 3:46    |  |
| 8.  | "Um Abraço no João"         | Gilberto Gil                     | 2:14    |  |
| 9.  | "Doralice"                  | Dorival Caymmi, Antonio Almeida  | 2:36    |  |
| 10. | "Você e Eu"                 | Carlos Lyra, Vinicius de Moraes  | 4:52    |  |
| 11. | "Eu Vim da Bahia"           | Gilberto Gil                     | 3:06    |  |
| 12. | "Gilbertos"                 | Gilberto Gil                     | 2:29    |  |